# Handelskartellet i Danmark
Handelskartellet i Danmark var et fagligt kartel, der omfattede fagforbund indenfor handel. Handelskartellet tilbød bistand til medlemmernes faglige arbejde. 
Jørgen Hoppe, HK, var formand, frem til han gik af som sektorformand for HK Handel. Handelskartellet blev nedlagt 1. marts 2014, og i stedet oprettede man et nyt samarbejdsforum under navnet Handelsområdets Koordinationsudvalg (HAK).

## Medlemsorganisationer
- Dansk El-Forbund
- Dansk Frisør- og Kosmetikerforbund
- Dansk Funktionærforbund - Serviceforbundet
- HK Handel
- Dansk Metal
- Nærings- og Nydelsesmiddelarbejder Forbundet
- 3F Den Private Servicegruppe
- 3F Transportgruppen